# うそつき (古内東子の曲)
「うそつき」は、古内東子の4枚目のシングル。1994年7月1日にソニー・レコードからリリースされた。

## 収録曲
作詞・作曲：古内東子  編曲：木原龍太郎
1. うそつき
  - テレビ東京系「いい旅・夢気分」エンディングテーマ
2. あなたのためにできること
3. うそつき （Original Karaoke）